# Pumpkin Center
Pumpkin Center és una concentració de població designada pel cens dels Estats Units a l'estat de Carolina del Nord. Segons el cens del 2000 tenia 2.228 habitants.

## Demografia
Segons el cens del 2000, Pumpkin Center tenia 2.228 habitants, 734 habitatges i 609 famílies. La densitat de població era de 632,5 habitants per km².
Dels 734 habitatges en un 41,8% hi vivien nens de menys de 18 anys, en un 68,1% hi vivien parelles casades, en un 11,2% dones solteres, i en un 16,9% no eren unitats familiars. En el 13,4% dels habitatges hi vivien persones soles el 4,6% de les quals corresponia a persones de 65 anys o més que vivien soles. El nombre mitjà de persones vivint en cada habitatge era de 3,04 i el nombre mitjà de persones que vivien en cada família era de 3,3.
Per edats la població es repartia de la següent manera: un 30,7% tenia menys de 18 anys, un 9,4% entre 18 i 24, un 28,8% entre 25 i 44, un 23,5% de 45 a 60 i un 7,6% 65 anys o més.
L'edat mediana era de 33 anys. Per cada 100 dones de 18 o més anys hi havia 92,8 homes.
La renda mediana per habitatge era de 42.730 $ i la renda mediana per família de 42.443 $. Els homes tenien una renda mediana de 30.911 $ mentre que les dones 21.122 $. La renda per capita de la població era de 16.144 $. Entorn del 3% de les famílies i el 3,9% de la població estaven per davall del llindar de pobresa.

## Poblacions més properes
El següent diagrama mostra les poblacions més properes.